# 日野製薬
日野製薬株式会社（ひのせいやく）は、長野県木曽郡木祖村に本社を置く製薬会社。

## 概要
江戸時代後期から御嶽信仰（参考：御嶽神社）の普寛行者と覚明行者から伝承された「百草」の販売に携わっていた「日野屋」が、1947年（昭和22年）に製薬会社を設立。現在長野県木祖村に本社を置き、御嶽山麓の王滝店・里宮店、木曽福島道の駅木曽市場店、中山道奈良井宿の奈良井店に直営店舗をもつ。
生薬配合の「日野百草丸」「普導丸」「百草」「百草錠」などの医薬品を製造販売している。

## 沿革
- 江戸時代　- 薮原宿で旅籠 日野屋を営む
- 1947年（昭和22年）7月 - 日野製薬合名会社を設立
- 1967年（昭和42年）2月 - 日野製薬株式会社に社名を変更
- 1970年（昭和45年）3月 本社及び工場を現在地へ新築移転
- 1977年（昭和52年）11月 GMP適合工場新築落成
- 1983年（昭和58年）4月 三岳村に直営店：里宮店新装開店
  - 6月 - 王滝村に直営店：王滝店新装開店
- 1987年（昭和62年）10月 本社社屋新築及び工場増改築落成
- 2005年（平成17年）4月 - 塩尻市奈良井に奈良井店開店
- 2010年（平成22年）11月 - 木曽町福島に直営店：木曽市場店開店

## 歴史
「百草」は、江戸時代後期、木曽御嶽山に祀られる御嶽大権現の宣託を受けた修験者が、御嶽山ろくに自生するキハダの内皮を煎じて薬とすることを村人に伝授したのが始まりとされている。幕末当時は富士信仰や伊勢信仰といった民間信仰の全国的な隆興を背景に、御嶽信仰も江戸・尾張・大阪へと広がっていった。御嶽山の修験者が伝えた薬は、御嶽信仰の信者に「御神薬」として扱われるようになったため、主に中山道木曽十一宿の北部、奈良井、藪原～木曽福島、三岳、王滝などでは家伝薬としてこの薬の製造を行うようになった。江戸時代に中山道の薮原宿で旅籠を営んでいた日野屋は、御嶽登拝の信者や旅人に販売をしていた。薮原の鳥居峠の遥拝所境内にある石碑の中に、そのルーツをたどることができる。（1853年（嘉永6年）関東講社によって建てられた不動明王像の台座には地元世話人として「薮原宿日野屋文平」の名があり、1861年（文久元年）の御嶽大権現（国常立命）像には「当所（薮原）御山宿日野屋文平」とある。）
1877年（明治10年）それまで西洋医学偏重であった明治政府が、売薬としての家伝薬の製造を許可。同時に御嶽信者の御神薬が「百草膏」として申請される。これが「木曽の百草」のブランドを確立。「百草」の名は、中国の「神農が百草をなめてその薬効を試した」という故事に由来するとされている。販売許可が出てからは、御嶽信者や御嶽山の登山者の増加とともに「御嶽山の霊薬」・「御嶽みやげ」として百草の需要が増えていった。（日野製薬資料室にて写真・資料公開展示）
1911年（明治44年）中央線全線開通以降宿場が衰退、日野屋が旅籠を廃業し、百草の販売を家業として始めた。
1935年（昭和10年）ごろには、木曽福島町・三岳村（現木曽町）、王滝村ほか木曽路沿道での百草製造者はおよそ40軒を数えたが、その規模は小さく各業者とも大きな鍋を備えての家内職であった。
終戦による統制解除後の1947年（昭和22年）に、日野屋十代及び十一代当主の日野文平が「日野製薬合名会社」を設立し、木祖村薮原に本社を置き、百草・百草丸、奇応丸の製造を本格的に開始した。そして1967年（昭和42年）3月、日野製薬株式会社と改組し、今日に至る。中山道宿場・御嶽山登山・御嶽信者と深く係りをもち「百草」と共に発展してきた製薬会社である。

## 本支店・店舗所在地
- 本社　〒399-6201長野県木曽郡木祖村薮原1598番地
- 日野百草本舗 王滝店　〒397-0201長野県木曽郡王滝村211-6
- 日野百草本舗 里宮店　〒397-0101長野県木曽郡木曽町三岳3791-3
- 日野百草本舗 奈良井店　〒399-6303長野県塩尻市奈良井492
- 日野百草本舗 木曽市場店　〒397-0001長野県木曽郡木曽町福島4061-1 道の駅木曽市場内

## 主な商品
- 日野百草丸【第2類医薬品】
- 日野百草丸（国内産オウバク配合）【第2類医薬品】
- 百草丸プラス【第2類医薬品】
- 御嶽山日野百草丸【第3類医薬品】
- 百草【第2類医薬品】
- 百草錠【第2類医薬品】
- 御嶽山風邪薬【指定第2類医薬品】
- 御嶽百草便秘薬【指定第2類医薬品】
- 御嶽目薬【第3類医薬品】
- 御嶽山百草湿布薬【第3類医薬品】
- 普導丸【医薬部外品】
- 御嶽山入浴剤【医薬部外品】
- 薬用ハーブのど飴【指定医薬部外品】
- 百草物語シリーズ【化粧品】
- 百草はみがき【化粧品】
- マカの底力【栄養補助食品】
- 黒酢紺碧スリーベリー【栄養機能食品】
- おんたけ茶【食品】